# Seehof (Boxberg)
Seehof ist ein Wohnplatz auf der Gemarkung des Boxberger Stadtteils Windischbuch im Main-Tauber-Kreis im fränkisch geprägten Nordosten Baden-Württembergs.

## Geographie

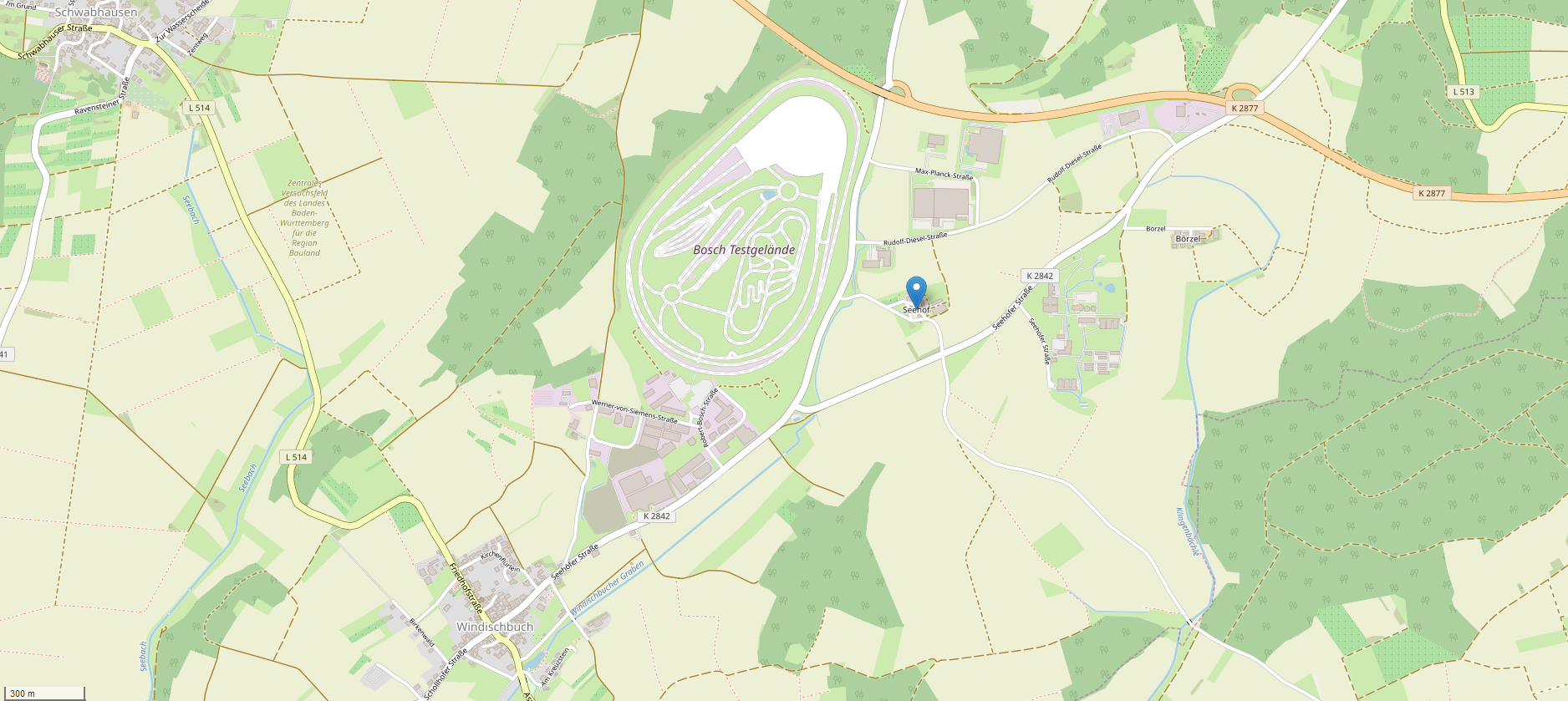
Lage des Gehöfts Seehof

Der Seehof befindet sich etwa zwei Kilometer nordöstlich von Windischbuch. Die Gemarkung wird durch den Windischbucher Graben entwässert.

## Geschichte
Der Ort wurde im Jahre 1408 erstmals urkundlich als zum Sewe erwähnt. Der Ort war im Besitz des Klosters Schöntal und wurde damals durch die von Rosenberg eingetauscht. Die Herrschaftsverhältnisse sind in der Folge vergleichbar mit denen von Windischbuch. Die Grundherrschaft war aber im Jahre 1535 noch brandenburgisches Lehen für die Rosenberg und wurde erst 1561 pfälzisch. Im Jahre 1925 wurde die eigene Gemarkung aufgehoben.
Der Wohnplatz Seehof kam als Teil der ehemals selbständigen Gemeinde Windischbuch am 1. Januar 1973 zur Stadt Boxberg.

## Verkehr
Die Seehöfer Straße (auch K 2842) führt von Windischbuch bis zum namengebenden Wohnplatz Seehof.
Seehof liegt am Radweg Liebliches Taubertal – der Sportive.